# HFCバンクスタジアム
HFCバンクスタジアム（HFC Bank Stadium）は、フィジーの首都スバにある多目的スタジアムである。旧称はANZスタジアム（ANZ  Stadium）・ANZ国立スタジアム（ANZ National Stadium）。主にラグビーユニオン、13人制ラグビーリーグ、サッカーの試合、陸上競技大会に使用されている。

## 歴史
1948年、William H. B. Buckhurst（ウィリアム・H・B・バックハースト）からスバ市に土地が寄贈された。
1951年、Buckhurst Park（バックハースト・パーク）が完成。
1978年から1979年にかけて、太平洋諸国18か国が参加する各種スポーツ大会の第6回大会「1979 South Pacific Games」開催のために改修。1979年に名称を「National Stadium（国立競技場）」に変えて再オープンした。
2012年、大手銀行ANZ Fiji（ANZフィジー）の支援を受けて改修し、観客収容人数が15,000人となる。2013年に「ANZ Stadium」（ANZ National Stadium）として再オープンし、ラグビーユニオンのフィジー代表は、クラシック・オールブラックス（ニュージーランド正代表ではないチーム）と対戦した。
2022年6月、HFC Bank（HFC銀行）が命名権スポンサーとなり、名称が「HFC Bank Stadium（HFCバンクスタジアム）」となる。
2024年2月、陸上競技トラック部分の改修を終えた。
2024年6月、オセアニアのサッカー選手権「2024 OFC Men's Nations Cup」がフィジーとバヌアツで開催。フィジーでの会場として使用された。

## 周辺施設
2012年から2013年にかけての改修では、スタジアムの隣に新しく小規模な競技場が複数作られた。主にラグビーリーグ、ラグビーユニオン、サッカー、クリケットのトレーニングと競技用に、3つのピッチと、小さなスタジアムとトレーニングトラックがある。施設名は「Bidesi Park（ビデシ・パーク）」「Buckhurst Park（バックハースト・パーク）」と名づけられ、初代スタジアムの名前が復活した。
新しいバックハースト・パークは、「2003 South Pacific Games」で使用された「National Baseball Diamond（国立野球場）」の跡地に作られた。観客収容人数は1,000人。

## 関連事項
- スバ - フィジーの首都
- ラグビーフィジー代表 - ラグビーユニオンの国代表
- ワールドラグビー パシフィックネイションズカップ - ラグビーユニオンの大会